# Eta Circini
Eta Circini (n Cir, n Circini) é uma estrela na constelação de Circinus. Tem uma magnitude aparente visual de 5,17, sendo visível a olho nu em boas condições de visualização. Sua distância da Terra, calculada a partir da sua paralaxe, é de aproximadamente 274 anos-luz (83,8 parsecs). É uma estrela gigante de classe G com tipo espectral de G8 III e temperatura efetiva de 5 038 K, portanto tem coloração amarela. É uma das estrelas observadas pela sonda Hipparcos com a menor variação de magnitude, de apenas 0,0005. Não possui estrelas companheiras conhecidas.